# Paul Emery
Paul Emery (* 12. November 1916 Chiswick; † 3. Februar 1993 in Epsom) war ein britischer Autorennfahrer und Rennwagenkonstrukteur.

## Karriere
Paul Emery gehörte zu jenen Zeitgenossen, die immer auf der Suche nach dem großen Erfolg waren und trotz wenig zählbaren Ergebnissen sich nicht beirren ließen. Gemeinsam mit seinem Vater baute der junge Emery Rennsportwagen, denen sie den Namen Emeryson gaben. Diese Rennfahrzeuge waren technisch innovativ, litten aber unter der beschränkten finanziellen Decke des Unternehmens und waren nie ganz ausgereift.
Emery, der seine ersten Rennen in der Formel Junior fuhr, bestritt mit einem Emeryson 1956 Formel-1-Rennen. In Crystal Palace wurde er Zweiter hinter Stirling Moss und beim Großen Preis von Großbritannien stoppte ihn ein Zündungsdefekt.
Ende 1950er-Jahre baute Emery die Chassis für die ENB- und Scirocco-Rennwagen. Dann sprang er von Projekt zu Projekt ohne jemals eines zu einem durchschlagenden Erfolg führen zu können. 1959 übernahm er die Reste des in Auflösung befindlichen Connaught-Rennstalls und entwickelte deren letzten Rennwagen, den Connaught Type C, zur Rennreife. Auch diesem Projekt war kein Erfolg beschieden. Emerys letztes Formel-1-Fahrzeug war der Shannon SH-1, der 1966 zum Großen Preis von Großbritannien unter Trevor Taylor an den Start gebracht wurde, im Rennen aber bereits in der ersten Runde nach einem technischen Defekt ausfiel.
Ab 1963 baute Paul Emery ein kleines Coupe, den Emery GT, mit der Technik des Hillman Imp. Lediglich drei Fahrzeuge wurden gebaut und auch bei internationalen Langstreckenrennen eingesetzt, wie bei den 500-km-Rennen auf dem Nürburgring 1964 und 1966.

## Statistik

### Statistik in der Automobil-Weltmeisterschaft

#### Gesamtübersicht
| Saison | Team          | Chassis     | Motor       | Rennen | Siege | Zweiter | Dritter | Poles | schn. Rennrunden | Punkte | WM-Pos. |
| ------ | ------------- | ----------- | ----------- | ------ | ----- | ------- | ------- | ----- | ---------------- | ------ | ------- |
| 1956   | Emeryson Cars | Emeryson 56 | Alta 2.5 L4 | 1      | −     | −       | −       | −     | −                | −      | NC      |
| Gesamt | Gesamt        | Gesamt      | Gesamt      | 1      | −     | −       | −       | −     | −                | −      |         |

#### Einzelergebnisse
| Saison | 1   | 2 | 3 | 4 | 5   | 6 | 7 | 8 | 9 | 10 | 11 |
| ------ | --- | - | - | - | --- | - | - | - | - | -- | -- |
| 1956   |     |   |   |   |     |   |   |   |   |    |    |
|        |     |   |   |   | DNF |   |   |   |   |    |    |
| 1958   |     |   |   |   |     |   |   |   |   |    |    |
|        | DNQ |   |   |   |     |   |   |   |   |    |    |

| Legende  | Legende            | Legende                                                          |
| Farbe    | Abkürzung          | Bedeutung                                                        |
| -------- | ------------------ | ---------------------------------------------------------------- |
| Gold     | –                  | Sieg                                                             |
| Silber   | –                  | 2. Platz                                                         |
| Bronze   | –                  | 3. Platz                                                         |
| Grün     | –                  | Platzierung in den Punkten                                       |
| Blau     | –                  | Klassifiziert außerhalb der Punkteränge                          |
| Violett  | DNF                | Rennen nicht beendet (did not finish)                            |
| Violett  | NC                 | nicht klassifiziert (not classified)                             |
| Rot      | DNQ                | nicht qualifiziert (did not qualify)                             |
| Rot      | DNPQ               | in Vorqualifikation gescheitert (did not pre-qualify)            |
| Schwarz  | DSQ                | disqualifiziert (disqualified)                                   |
| Weiß     | DNS                | nicht am Start (did not start)                                   |
| Weiß     | WD                 | zurückgezogen (withdrawn)                                        |
| Hellblau | PO                 | nur am Training teilgenommen (practiced only)                    |
| Hellblau | TD                 | Freitags-Testfahrer (test driver)                                |
| ohne     | DNP                | nicht am Training teilgenommen (did not practice)                |
| ohne     | INJ                | verletzt oder krank (injured)                                    |
| ohne     | EX                 | ausgeschlossen (excluded)                                        |
| ohne     | DNA                | nicht erschienen (did not arrive)                                |
| ohne     | C                  | Rennen abgesagt (cancelled)                                      |
| ohne     | keine WM-Teilnahme |                                                                  |
| sonstige | P/fett             | Pole-Position                                                    |
| sonstige | 1/2/3/4/5/6/7/8    | Punktplatzierung im Sprint-/Qualifikationsrennen                 |
| sonstige | SR/kursiv          | Schnellste Rennrunde                                             |
| sonstige | *                  | nicht im Ziel, aufgrund der zurückgelegten Distanz aber gewertet |
| sonstige | ()                 | Streichresultate                                                 |
| sonstige | unterstrichen      | Führender in der Gesamtwertung                                   |

### Einzelergebnisse in der Sportwagen-Weltmeisterschaft
| Saison | Team       | Rennwagen   | 1   | 2   | 3   | 4   | 5   | 6   | 7   | 8   | 9   | 10  | 11  | 12  | 13  | 14  | 15  | 16  | 17  | 18  | 19  | 20  |
| ------ | ---------- | ----------- | --- | --- | --- | --- | --- | --- | --- | --- | --- | --- | --- | --- | --- | --- | --- | --- | --- | --- | --- | --- |
| 1965   | Paul Emery | Hillman Imp | DAY | SEB | BOL | MON | MON | RTT | TAR | SPA | NÜR | MUG | ROS | LEM | REI | BOZ | FRE | CCE | OVI | NÜR | BRI | BRI |
| 1965   | Paul Emery | Hillman Imp |     |     |     |     |     |     |     |     |     |     |     |     |     |     | DNF |     |     |     |     |     |